# Palau dels Reis de Mallorca (Sineu)
El Palau dels Reis de Mallorca de Sineu (Mallorca) és un edifici de principis del segle xiv, possiblement construït sobre un antic alcàsser musulmà, manat bastir pel rei Jaume II de Mallorca l'any 1309. El rei Sanç I de Mallorca hi residí almenys en una ocasió.
Entre els anys 1318 i 1523 fou la residència del Veguer de Fora, que exercia les seves competències sobre tots els municipis de la part forana de Mallorca, cosa que conferí a Sineu un cert estatus de capitalitat sobre els municipis rurals de l'illa. L'any 1583, el rei Felip I de Mallorca (II de Castella) el cedí a les monges concepcionistes, que al dia d'avui hi segueixen residint en estricta clausura, les quals han adaptat l'edifici a la vida conventual transformant-lo intensament al llarg dels segles.
El conjunt actual és molt heterogeni, en el qual hi destaquen l'antiga torre mestra, reformada el 1987, i una església barroca, que alberga una talla de la Immaculada de 1590, obra de Gaspar Gener. Actualment és Bé d'Interès Cultural.